# Jean Gardy Bien-Aimé
Jean Gardy Bien-Aimé est un réalisateur, scénariste et producteur du cinéma haïtien, né le 24 janvier 1959 à Port-au-Prince,,.

## Biographie

### Enfance et études
Jean Gardy Bien-Aimé est né le 24 janvier 1959 à Port-au-Prince, la capitale d'Haïti. Il a étudié la gestion et la comptabilité avant de se lancer d'emblée dans le cinéma. il a travaillé pour la télévision et la plupart de ses films sont des enquêtes.

### Carrière cinématographique
Jean Gardy Bien-Aimé a joué dans plusieurs longs métrages où il se présente comme un artiste qui veut donner vie à son métier. Il a joué dans plusieurs films dont: Le Revers de la Médaille, Cicatrice I paru en 1997 et Cicatrice II en 1999 dans lequel il interprète le personnage de «Jimmy Belot», «un monde séparé» dans lequel il joue le rôle de Gérard et dans «Kado Bondye» dans lequel il joue le rôle de Taza.
Passionné de cinéma, on retrouve Jean Gardy Bien Aimé sur toute la ligne du septième art. Réalisateur, producteur et scénariste, il a réalisé plusieurs films à succès dans lesquels il n'a cessé de poser son regard critique sur l'organisation la société haïtienne saccagée par les turbulences de toutes sortes.

## Filmographie[4],[3],[5]
(mai 2025).

### En tant que réalisateur

#### Cinéma
- Les gens du Bien 1988
- L'enquête se poursuit 1991
- Le Cap a la une 1992
- Le destin de Caroline
- Père de mon fils 1998
- Cicatrice II 1999
- Millionnaire par erreur 2002
- Protège-moi 2002
- Le miracle de la foi 2005
- Le revers de la médaille 2006
- The Grenn Card 2007
- Destiny 2008
- Destiny II 2008
- Jaloufou 2010
- Take it or leave it 2011
- La carte verte 2007
- Jaloufou 2010

#### Télévision
- On se marie pour la vie 2022
- Madame Sabala et son ami Michael 2022

### En tant que scénariste

#### cinéma
- Le Cap a la une 1992
- Protège-moi 2002

#### Télévision
- On se marie pour la vie 2022
- Madame Sabala et son ami Michael 2022

### En tant qu'acteur

#### cinéma
- L'enquête se poursuit 1991
- Cicatrice II 1999
- Le revers de la médaille 2006
- Jaloufou 2010
- un monde séparé 2013
- Kado Bondye 2017

#### Télévision
- On se marie pour la vie 2022
- Madame Sabala et son ami Michael 2022